# 파커 태양 탐사선

파커 태양 탐사선(Parker Solar Probe, 파커 솔라 프로브, PSP)는 미국 항공우주국의 과학 위성이다. 2018년 8월 12일 일요일 07:31 UTC에 발사되었으며 3번째로 태양을 탐사하기 위해 델타 IV 헤비 로켓에 탑재돼 쏘아올려졌다. 총 7년간 태양을 탐사할 예정이다.
파커 태양 탐사선은 인간이 2020년 현재까지 만든 모든 물체 중 가장 빠른 속도로 움직이는 물체이다.(약 700,000km/h)